# Gelede

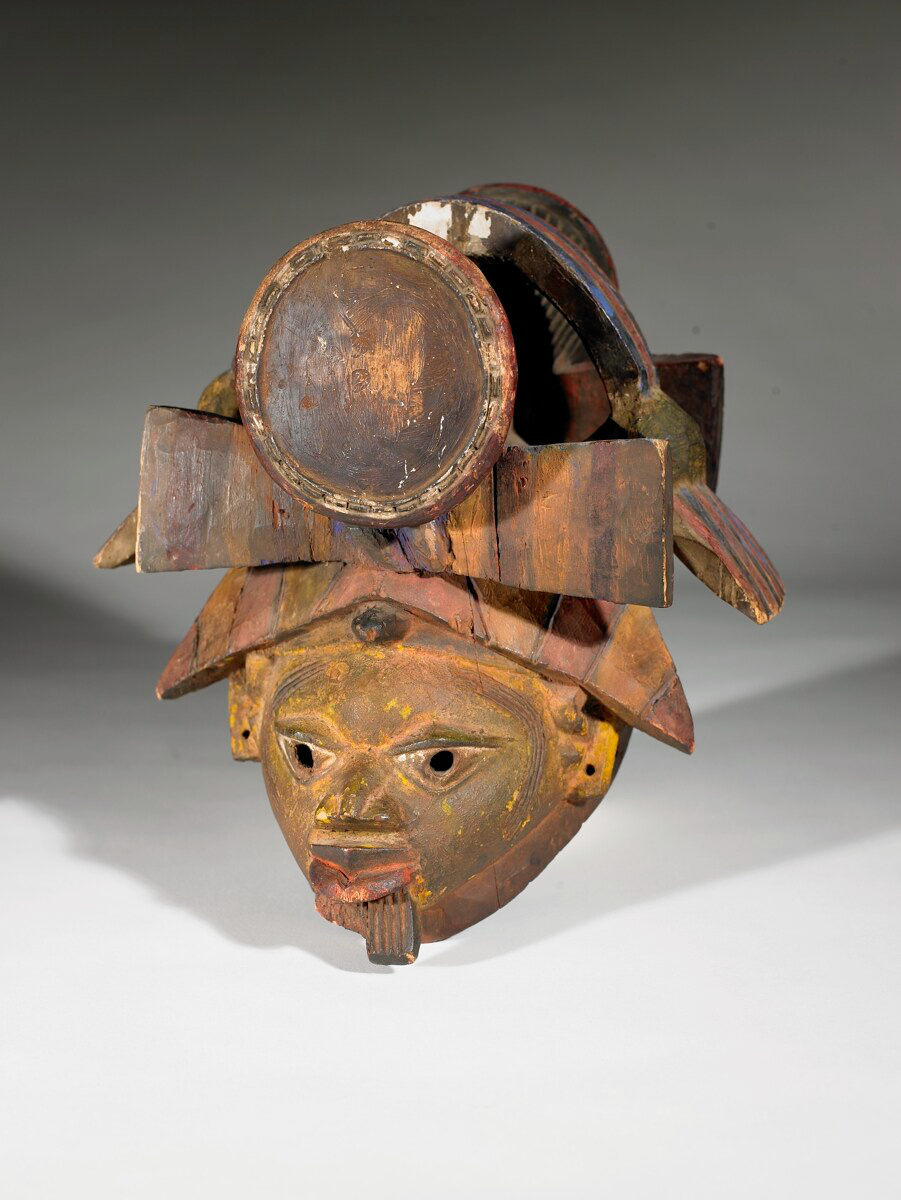
Maska Gelede, Birmingham Museum of Art

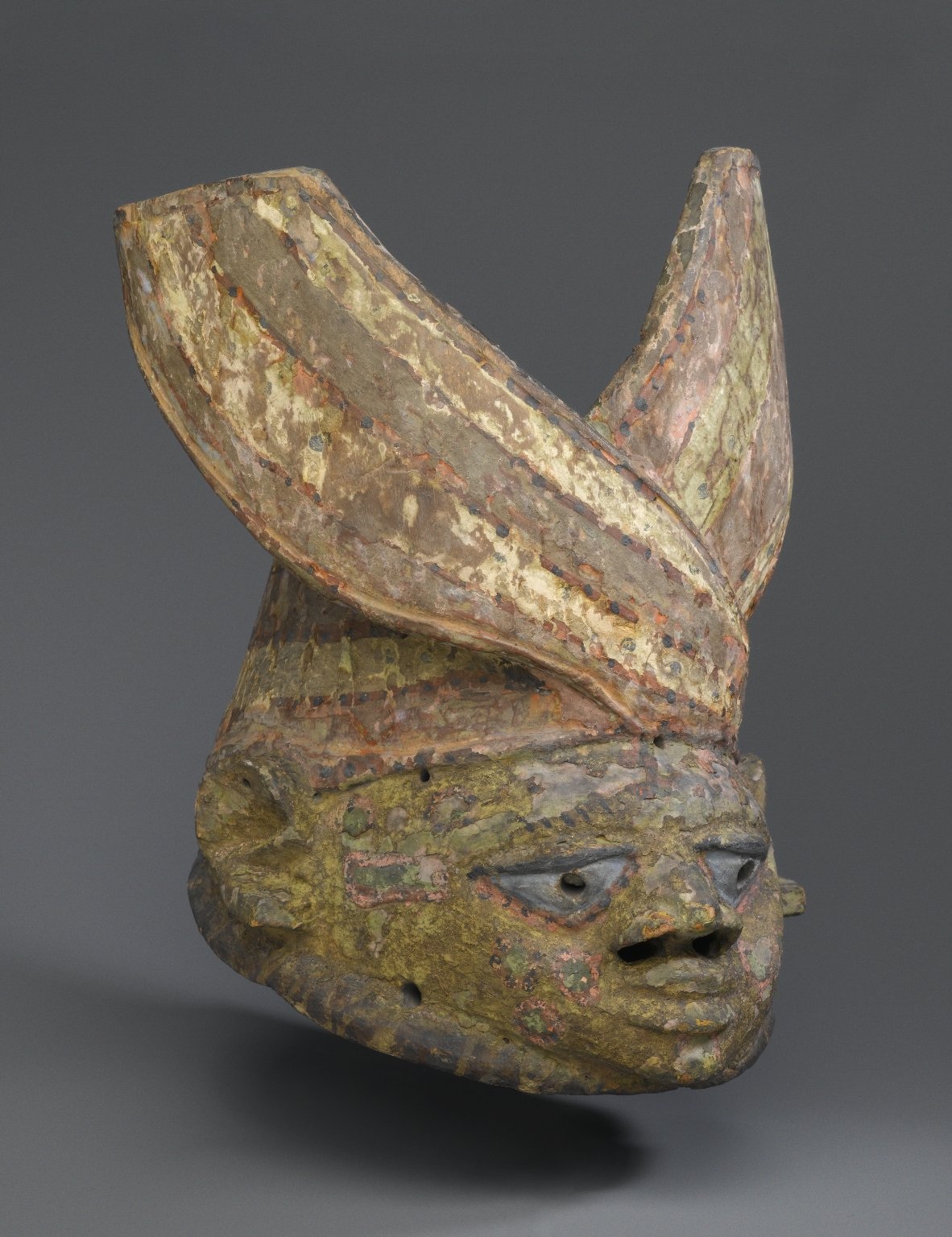
Maska Gelede, Brooklyn Museum

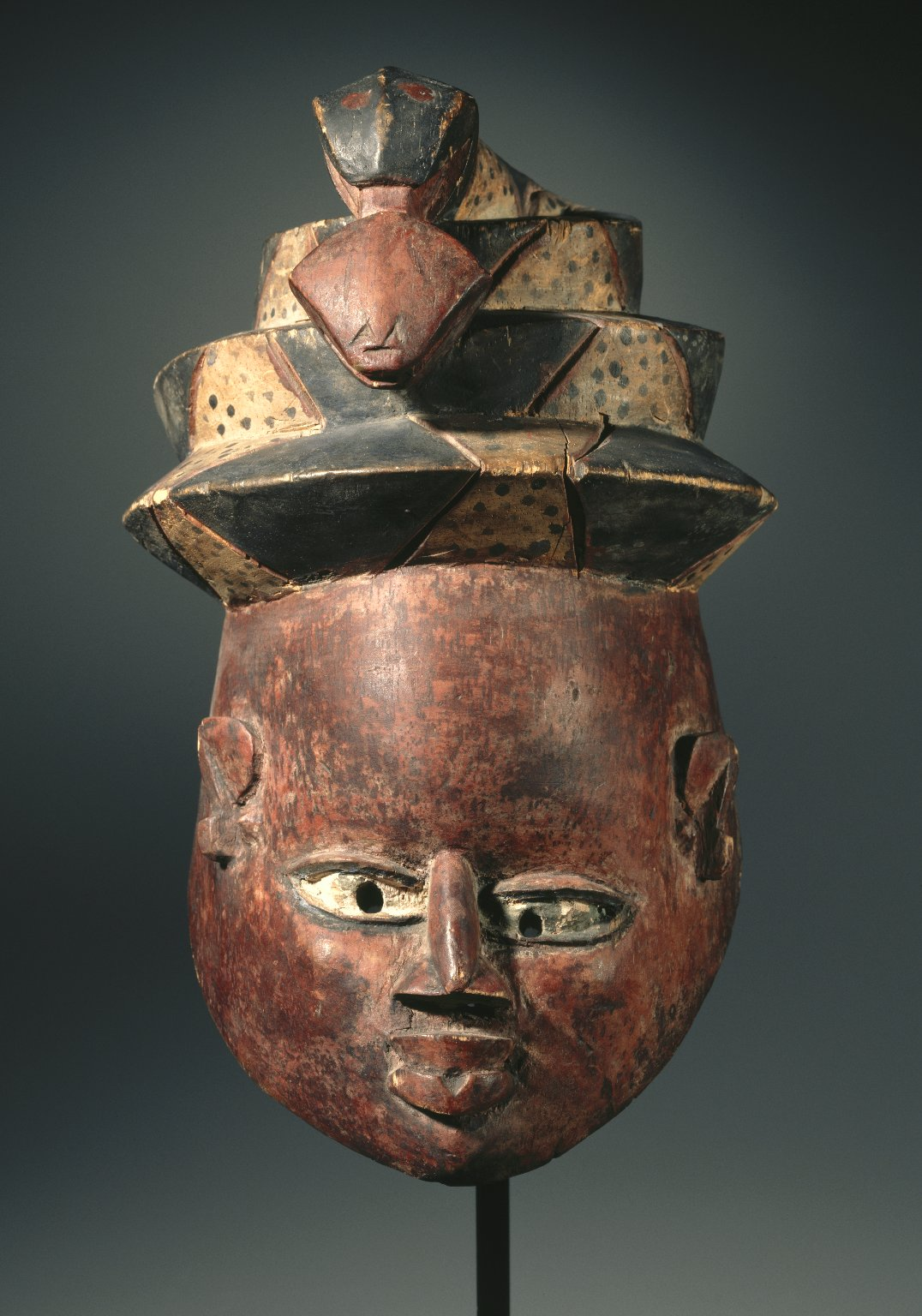
Maska Gelede

Gelede właśc. Gẹ̀lẹ̀dé – ceremonia Jorubów ku czci pramatki Iyà Nlà i w uznaniu roli kobiet w społeczności, łącząca śpiew i rytualny taniec z użyciem kolorowych, rzeźbionych masek, wykonywana corocznie po zakończeniu żniw a także podczas wydarzeń ważnych dla lokalnej społeczności.
W 2001 roku dziedzictwo przekazu ustnego Gelede zostało uznane za arcydzieło ustnego i niematerialnego dziedzictwa ludzkości a w 2008 roku wpisane na listę niematerialnego dziedzictwa UNESCO.

## Historia
Ceremonia Gelede praktykowana jest głównie przez zachodnie ludy Jorubów w Nigerii i Beninie, gdzie tradycja ceremonii narodziła się najprawdopodobniej w XVIII wieku, a w wyniku handlu niewolnikami rozprzestrzeniła się w wieku XIX na tereny Sierra Leone, Kuby i Brazylii.

## Opis
Ceremonia Gelede organizowana jest po zakończeniu żniw a także w czasie wydarzeń ważnych dla społeczności, podczas suszy czy epidemii. Gelede jest artystycznym wyrazem wierzeń Jorubów w nadprzyrodzone moce kobiet. Jorubowie wierzą, że szczególnie starsze kobiety władają mocami silniejszymi niż moce bogów czy przodków.  Kobiety nazywane są „naszymi matkami” (awan iya wa), „bogami społeczności” czy „właścicielami świata”. Celem ceremonii Gelede jest uproszenie kobiet, by używały swoich mocy na rzecz społeczności. 
Ceremonia podzielona jest na dwie części: występy nocą (Efe) i za dnia (Gelede). Występy nocne odbywają się na głównym placu wsi. Otwierają je bębniarze i śpiewacy, za którymi wchodzi orkiestra i tancerze z maskami, w bogato zdobionych kostiumach. Społeczność podzielona jest na grupę mężczyzn i kobiet, na czele których stoją odpowiednio mężczyzna i kobieta. Bębny nastrojone są tak, by przypominały ludzkie głosy, a bębniarze wygrywają na nich rytm Eka przypominający rytm języka joruba. 
W występach biorą udział wyłącznie mężczyźni, którzy, przebrani, odgrywają również partie kobiece. Tancerz z maską nazywaną ẹ̀fę (humorysta) modli się do pramatki Iyà Nlà o pobłogosławienie społeczności pokojem, szczęściem, zdrowiem, długowiecznością, dużą liczbą dzieci; prosi również o ochronę przed nieszczęściami i kataklizmami. Tancerz z maską ẹ̀fę zabawia również publiczność satyrycznymi piosenkami. Przez kolejne trzy do siedmiu dni tańce wykonywane są popołudniami.

## Maski
Wykonywane z drewna maski Gelede przedstawiają głowę ludzką z nakryciem przypominającym tacę, na którym umiejscawiane są symboliczne figury zwierząt, owoców i płodów rolnych. Maski noszone są na głowie, przy czym twarze artystów częściowo zakrywa się przesłoną z rafii lub tkaniny.